# The Grid
The Grid — британская электронная группа в жанре техно, основанная в 1988 году Ричардом Норрисом и Дэвидом Боллом (экс-Soft Cell); к сотрудничеству в разное время также привлекались и другие музыканты. Наиболее активная фаза коллектива пришлась на первую половину 1990-х гг., когда выходили хит-синглы «Swamp Thing», «Crystal Clear», «Texas Cowboys», «Rollercoaster», «Floatation». С 1996 по 2003 гг. проект бездействовал.

## Дискография

### Альбомы
- Electric Head (1990)
- 456 (1992)
- Evolver (1994)
- Music for Dancing (1995)
- Doppelgänger (2008)

### Синглы
- «On the Grid» (1989) [promo]
- «Intergalactica» (1989) [promo]
- «Floatation» (1990)
- «A Beat Called Love» (1990)
- «Origins of Dance» (1990)
- «Boom!» (1991)
- «Figure of 8» (1992)
- «Heartbeat» (1992)
- «Crystal Clear» (1993)
- «Texas Cowboys» (1993)
- «Swamp Thing» (1993)
- «Rollercoaster» (1994)
- «Diablo» (1995)
- «Slammer» / «Slinker» (2006) [promo]
- «Put Your Hands Together» (2007)